# Spärrsprötmossa
Spärrsprötmossa (Eurhynchium praelongum) är en bladmossart som beskrevs av W. P. Schimper in B.S.G. 1854. I den svenska databasen Dyntaxa används istället namnet Kindbergia praelonga. Enligt Catalogue of Life ingår Spärrsprötmossa i släktet sprötmossor och familjen Brachytheciaceae, men enligt Dyntaxa är tillhörigheten istället släktet Kindbergia och familjen Brachytheciaceae. Arten är reproducerande i Sverige. Inga underarter finns listade i Catalogue of Life.

## Bildgalleri

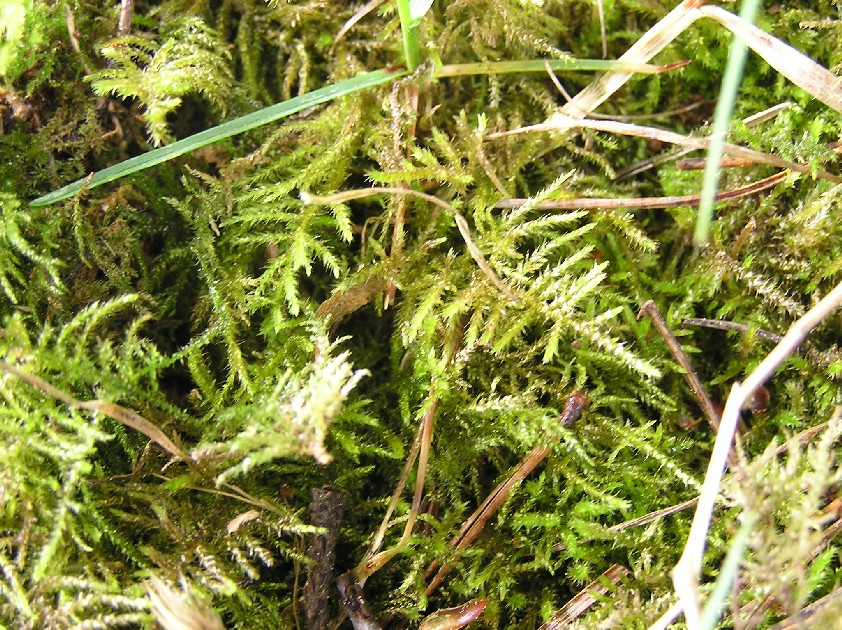
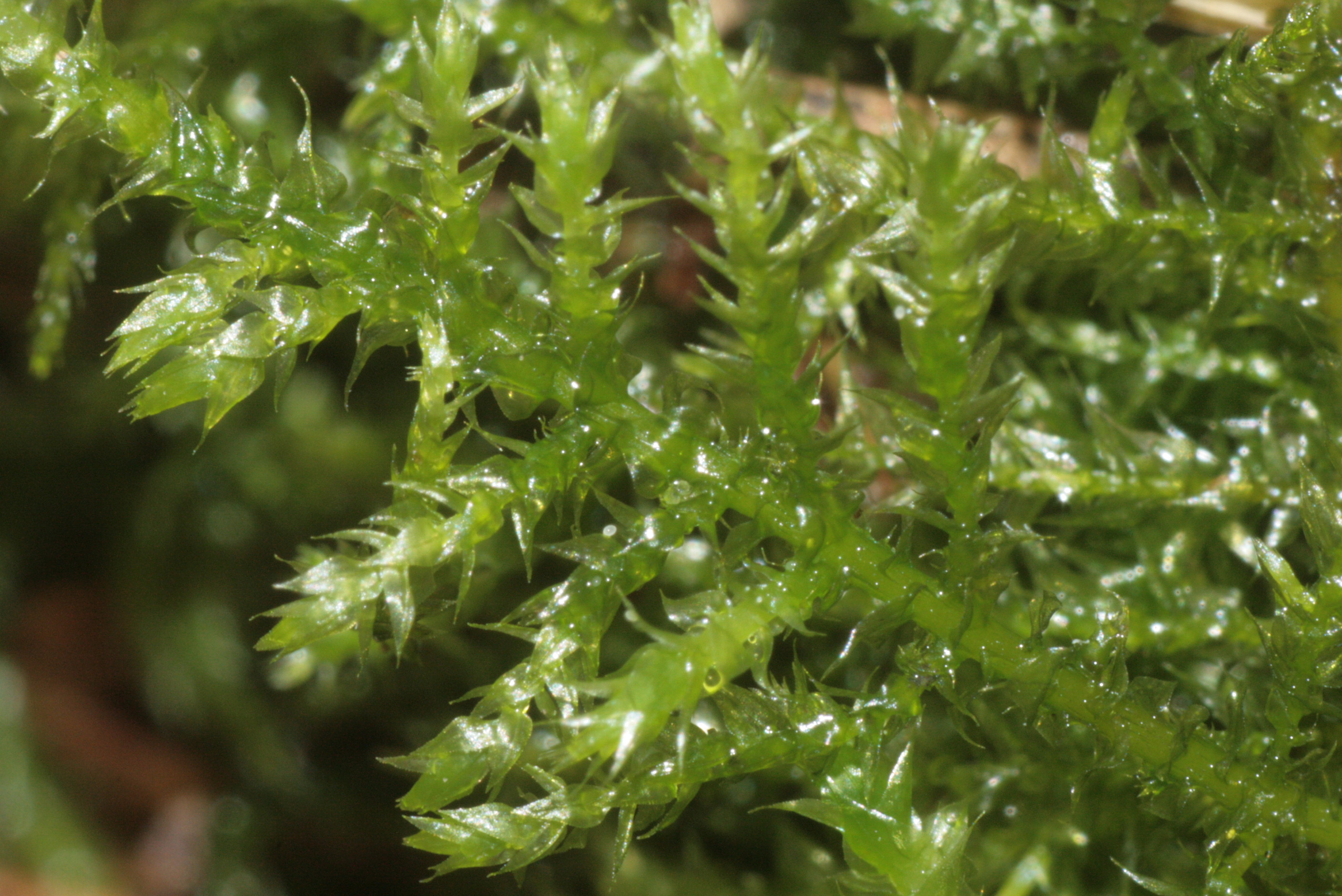
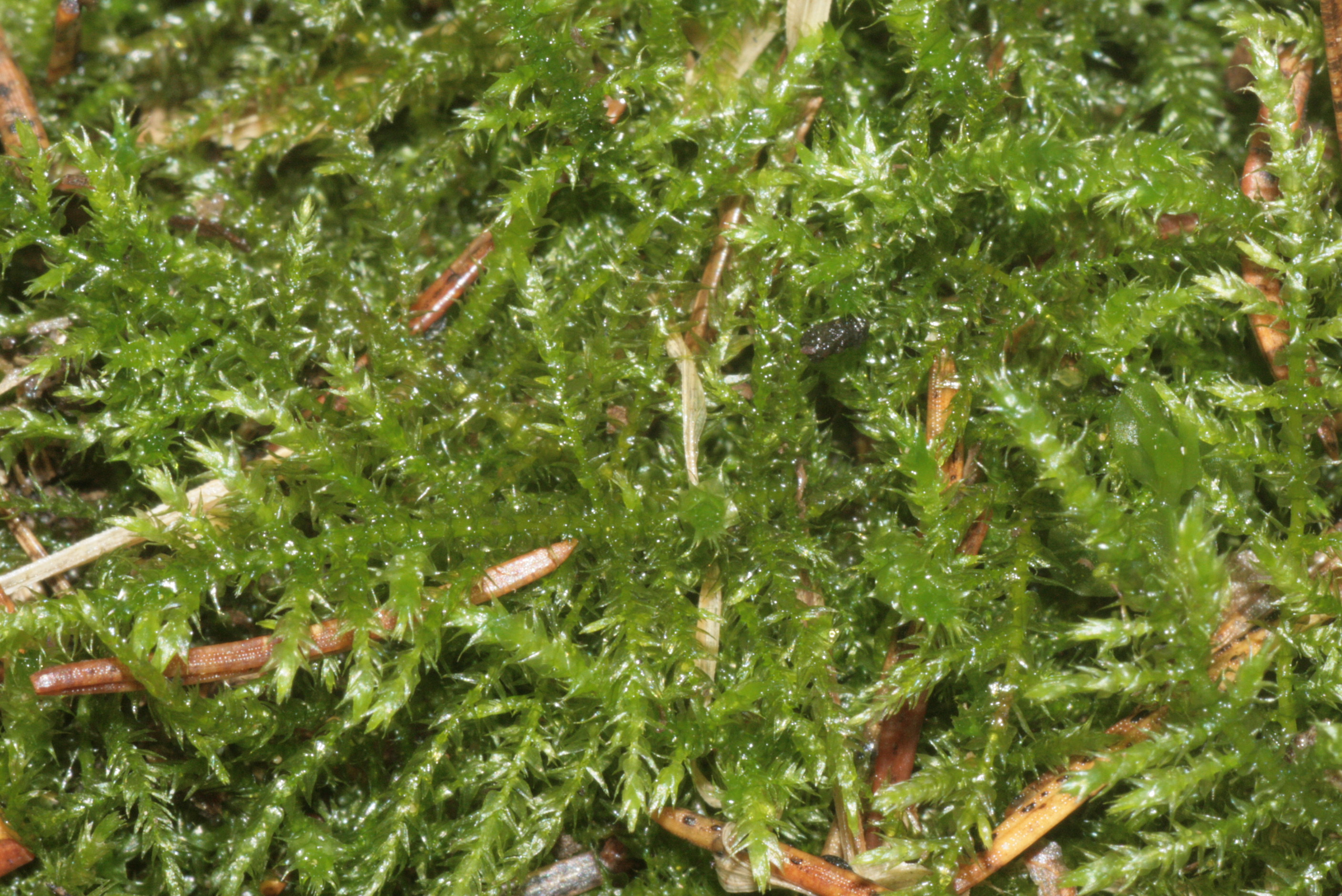
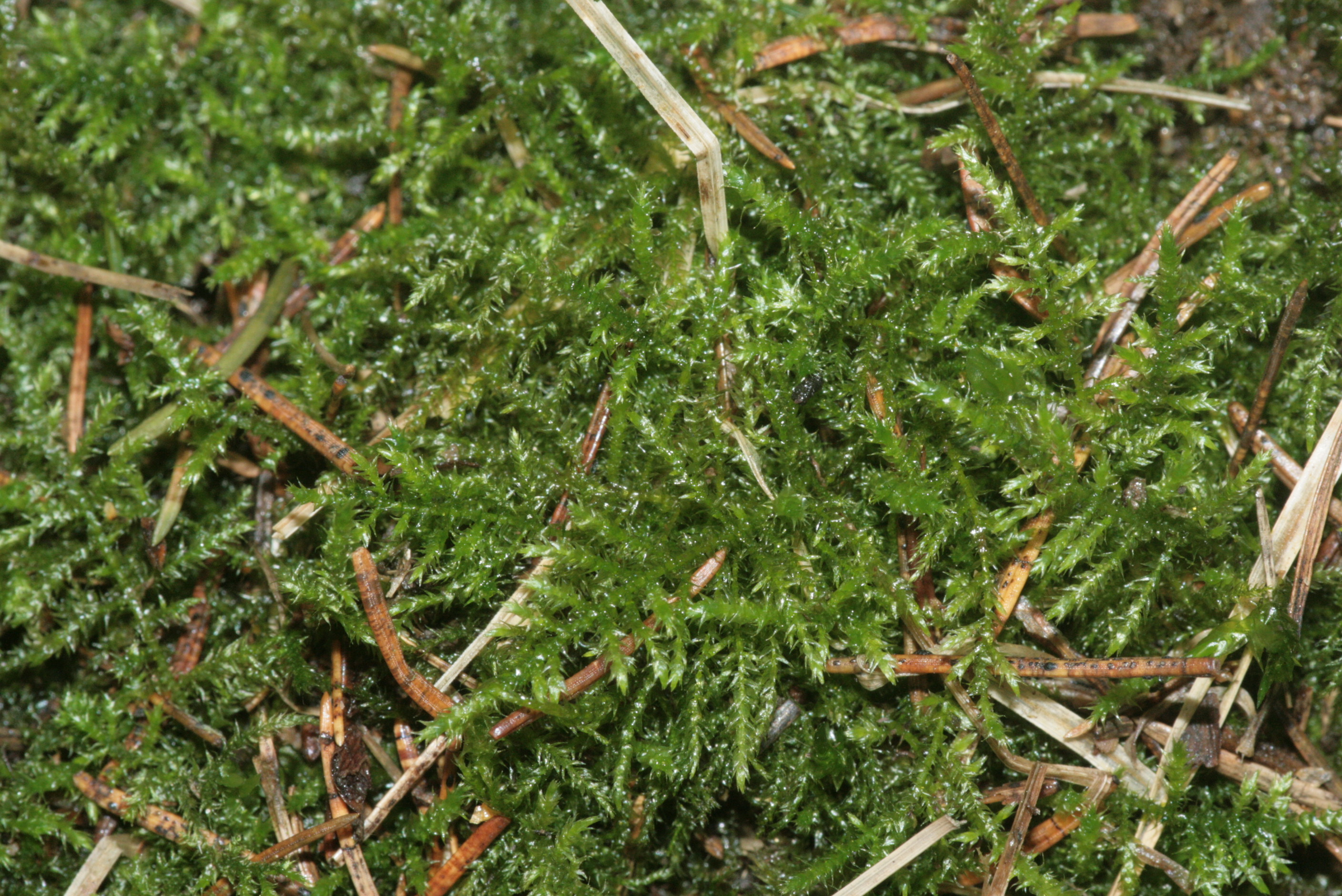
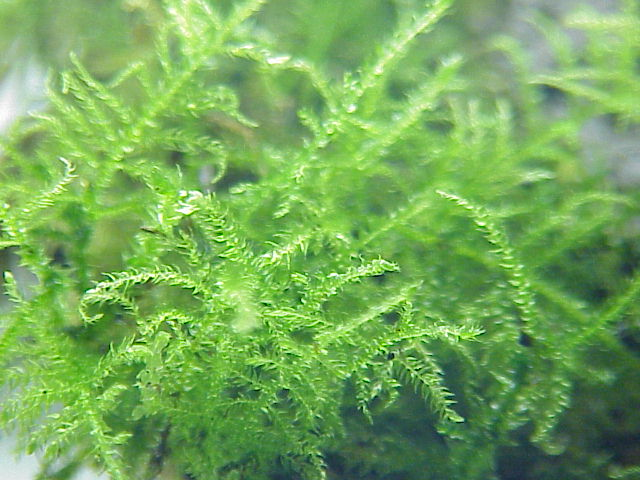
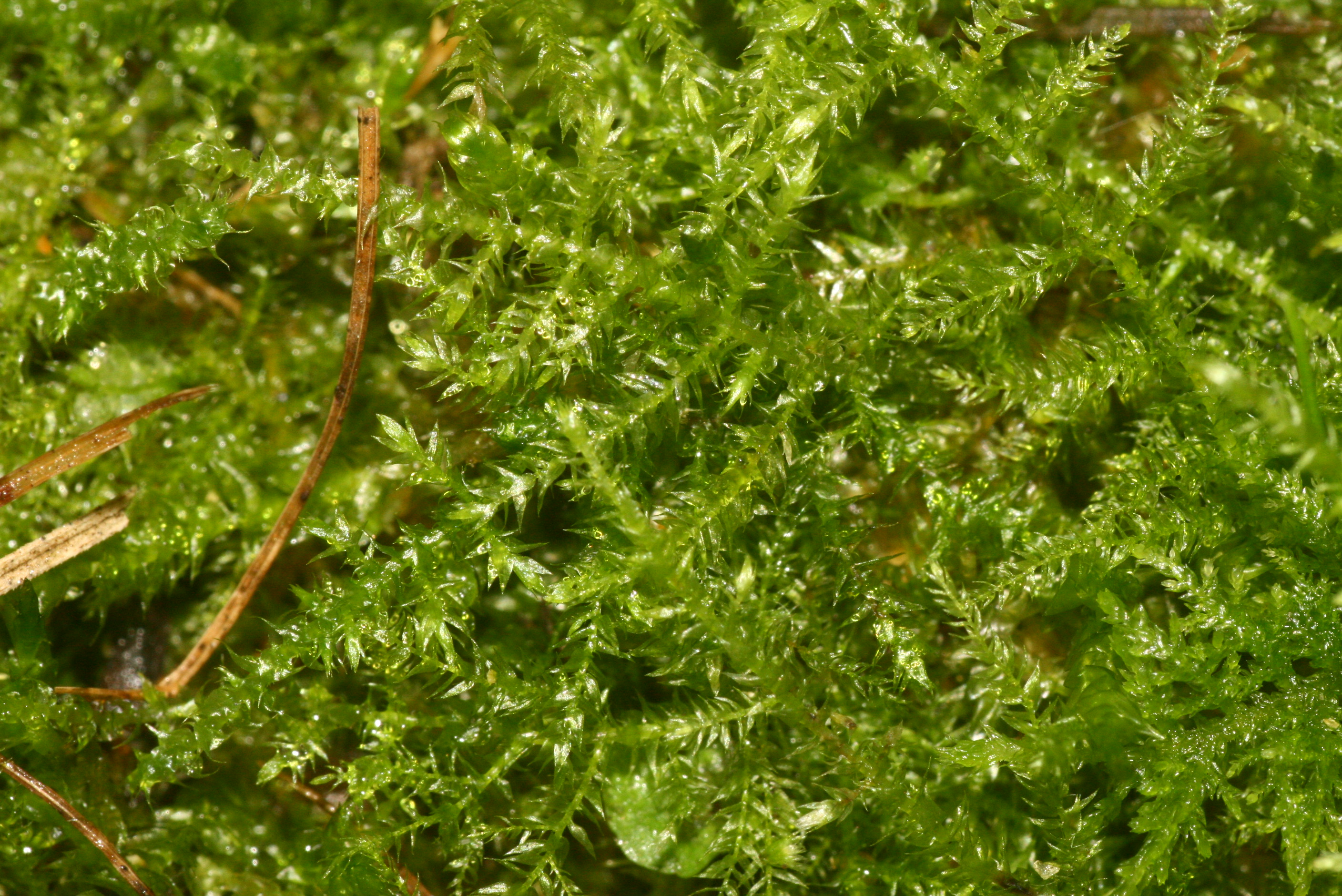